# Landogne
Landogne ist eine französische Gemeinde mit 223 Einwohnern (Stand: 1. Januar 2022) im Département Puy-de-Dôme in der Region Auvergne-Rhône-Alpes (vor 2016 Auvergne). Die Gemeinde gehört zum Arrondissement Riom und zum Kanton Saint-Ours (bis 2015 Pontaumur). Die Einwohner werden Landogniens genannt. 

## Lage
Landogne liegt etwa 42 Kilometer westlich von Riom und etwa 50 Kilometer westnordwestlich von Clermont-Ferrand in der alten Kulturlandschaft der Combrailles. Das Gemeindegebiet wird vom Fluss Saunade durchquert. Umgeben wird Landogne von den Nachbargemeinden Villosanges im Norden, Miremont im Osten, Pontaumur im Süden und Südosten, Combrailles im Süden sowie Condat-en-Combraille im Westen und Südwesten.

## Bevölkerungsentwicklung
| Jahr                       | 1962 | 1968 | 1975 | 1982 | 1990 | 1999 | 2006 | 2013 |
| Einwohner                  | 432  | 399  | 352  | 288  | 249  | 213  | 196  | 241  |
| Quellen: Cassini und INSEE |      |      |      |      |      |      |      |      |

## Sehenswürdigkeiten
- Kirche, Glocke von 1693 Monument historique seit 1933